# Kocher (rivière)
Pour les articles homonymes, voir Kocher.
Le Kocher est une rivière allemande dans le nord du Bade-Wurtemberg, affluent de la rivière Neckar, d'une longueur de 169 km, et donc sous-affluent du Rhin.

## Géographie

### Le cours
Il prend sa source à Oberkochen (arrondissement d'Ostalb), dans l'Est du Jura souabe, à 510 m d'altitude. À cette source de karst qui nourrit l'embranchement du Kocher Noir (Schwarzer Kocher) et dont le débit oscille entre 50 et 400 litres par seconde s'ajoute à 5 km à l'aval le moins grand embranchement, celui du Kocher Blanc (Weißer Kocher). La rivière s'écoule d'abord vers le Nord-Ouest, traverse les villes d'Aalen, de Gaildorf et de Schwäbisch Hall. À 5 kilomètres à l'est de la ville de Künzelsau, il change de direction s'écoulant alors vers l'Ouest et se jette dans le Neckar à Bad Friedrichshall-Kochendorf, à 143 m d'altitude et seulement 2 km avant la rivière Jagst qui s'écoule sur la plus grande partie de son cours parallèlement au Kocher.

### Hydrographie
Le Kocher a une longueur de 169 km et un bassin versant de 1 958 km2.

### Les grands affluents

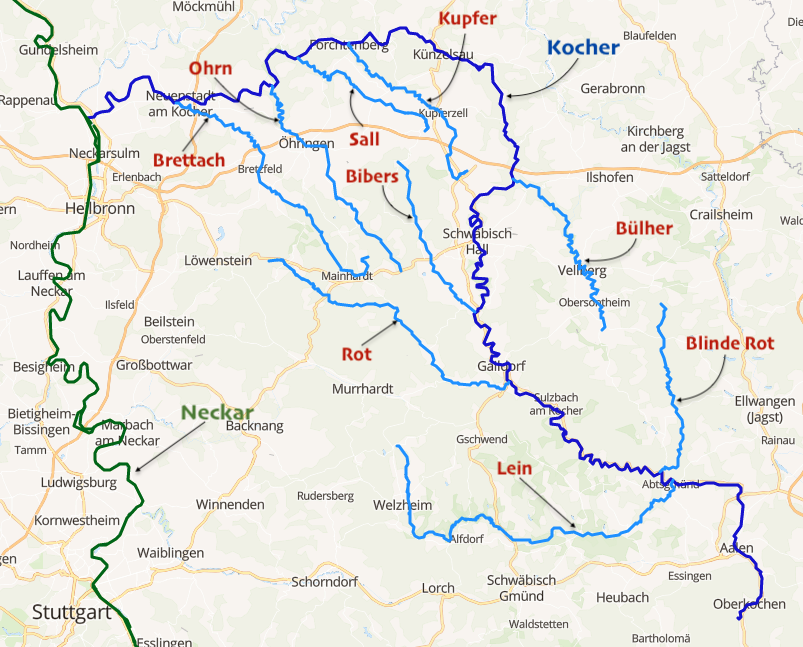
Les cours du Kocher et de ses principaux affluents

En raison de la proximité de la Jagst sur une grande partie de son cours, le Kocher n'a qu'un seul grand affluent de la droite. Le premier de ceux notés ici, la  Lein, surpasse le Kocher à leur lieu de rencontre à la fois par sa longueur (57 km contre 25 km) que par son bassin versant accumulé (250 km2 contre 152 km2) et, bien que dépourvue des fortes sources karstiques de l'autre branche, aussi par le débit.
| Nom             | Stationnement km avant l'embouchure | Côté   | Lieu d'embouchure       | Longueur en km | Bassin versant en km² |
| --------------- | ----------------------------------- | ------ | ----------------------- | -------------- | --------------------- |
| Lein (de)       | 144                                 | gauche | Abtsgmünd               | 57             | 250                   |
| Blinde Rot (de) | 141                                 | droite | Abtsgmünd-Schäufele     | 29             | 061                   |
| Rot (de)        | 112                                 | gauche | Gaildorf-Unterrot       | 37             | 137                   |
| Bibers (de)     | 100                                 | gauche | Rosengarten-Westheim    | 21             | 063                   |
| Bühler (de)     | 073                                 | droite | Braunsbach-Geislingen   | 49             | 277                   |
| Kupfer (de)     | 041                                 | gauche | Forchtenberg            | 26             | 073                   |
| Sall (de)       | 035                                 | gauche | Forchtenberg-Sindringen | 21             | 052                   |
| Ohrn (de)       | 028                                 | gauche | Öhringen-Ohrnberg       | 33             | 153                   |
| Brettach (de)   | 015                                 | gauche | Neuenstadt              | 42             | 153                   |